# Irena Pokrzywnicka

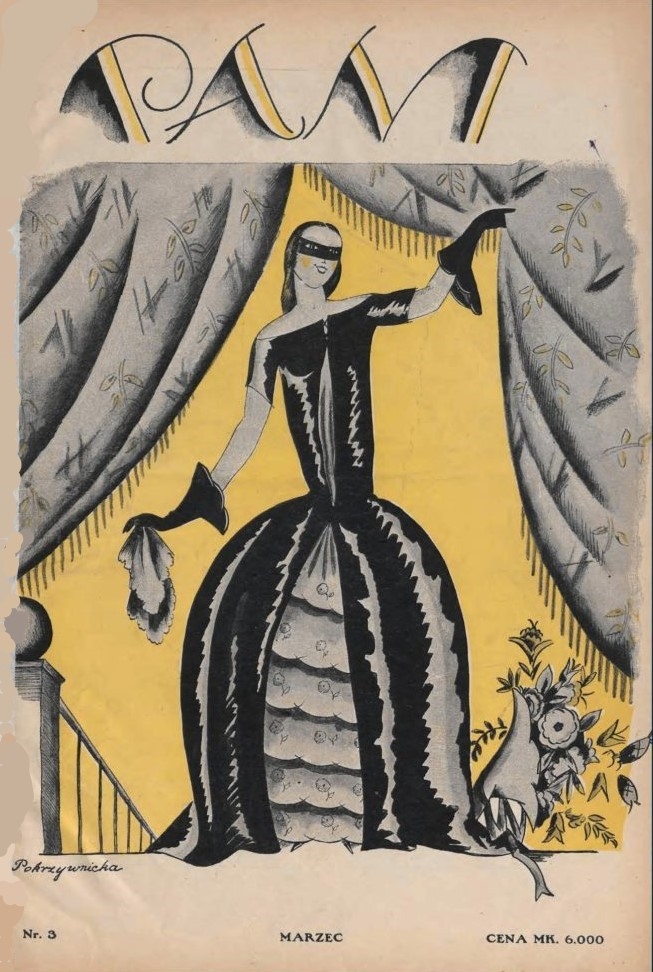
Okładka „Pani” (marzec 1923)
proj. Irena Pokrzywnicka

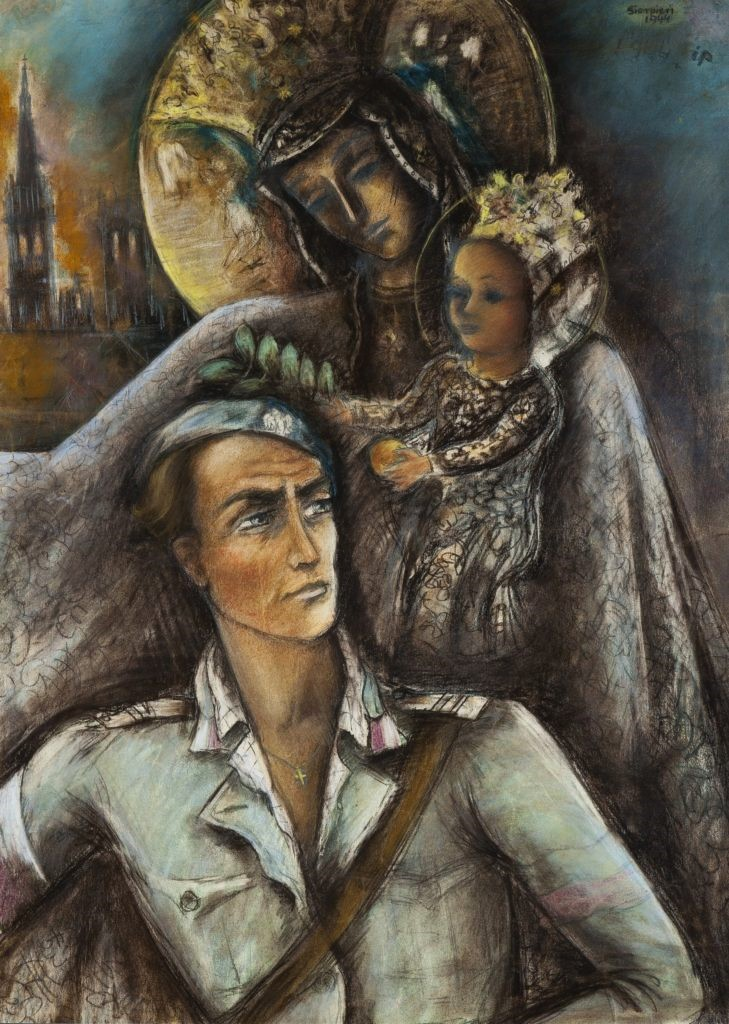
Matka Boska Armii Krajowej, obraz Ireny Pokrzywnickiej, 1944

Irena Bronisława Pokrzywnicka (ur. 3 września 1890 w Woli Zagórskiej, zm. 21 września 1975 w Londynie) – polska malarka, ilustratorka, projektantka mody i wnętrz, oraz scenografka.

## Życiorys
Pochodziła z zamożnej rodziny. Jej rodzicami byli Władysław, właściciel posiadłości ziemskich, i Stanisława, którzy dbali o wykształcenie córki.
Po ukończeniu gimnazjum studiowała w warszawskiej Szkole Sztuk Pięknych pod kierunkiem Konrada Krzyżanowskiego. Od 1914 zaczęła wystawiać swoje obrazy w Towarzystwie Zachęty Sztuk Pięknych (TZSP) w Warszawie. Podczas I wojny światowej przez pewien czas kształciła się w Moskwie. Później studiowała w Paryżu i Rzymie, m.in. poznawała w tamtejszych muzeach sztukę starożytną i egzotyczną.
Po 1918 zaczęła tworzyć dzieła haftowane z jedwabiu. Zajęła się również modą i scenografią. Ilustrowała też książki, m.in. Kornela Makuszyńskiego. W 1922 została członkinią Związku Artystów Polskich „Rytm”. Prezentowała swoje obrazy na wszystkich wystawach ugrupowania oraz wielu innych. W latach 1925–1930 pojawiają się w jej dziełach nowe formy wyrazu. Miało to związek z jej z pobytem w Paryżu w latach 1928–1929, kiedy to przez pewien czas pracowała w pracowni Jeanne Lanvin, założycielki słynnego domu mody. W Paryżu dołączyła do Koła Artystów Polskich. Na nowinki w jej sztuce wpłynęły także zawirowania artystyczno-personalne w „Rytmie”. Uwidoczniło się to w jej pracach publikowanych przez popularne wówczas czasopisma takie jak „Świat”, „Tygodnik Ilustrowany” i „Pani”. Prowadziła barwne życie towarzyskie i dobrze znała świat, który ilustrowała i opisywała na łamach „Pani” – Warszawę rautów i dancingów. Sama była atrakcyjną kobietą, słynącą z szyku i zamiłowania do luksusu. Choć często określano ją mianem wyzwolonej feministki, ona nieodmiennie podkreślała swoje tradycyjne zapatrywania na podział ról społecznych, m.in. za najwłaściwsze dla kobiety uznawała małżeństwo. Mawiała, że szczególnie przepada za wychodzeniem za mąż i malowaniem, lecz oczywiście za tym drugim znacznie bardziej. Przyjaźniła się z malarką Zofią Stryjeńską, która napisała o tym w swoim pamiętniku.

Irena Pokrzywnicka: Moda nie jest to błaha rzecz. To nie jest tylko sprawa krawców i szwaczek, ale poważne artystyczno-ekonomiczne zagadnienie.

W 1939 zaangażowała się w organizację Pawilonu Polskiego na Wystawie Światowej w Nowym Jorku. Powierzono jej aranżację sali tkanin w dziale „Moda i wnętrze zdobione”. Swoje obrazy pięknych kobiet – symbolizujące cztery pory roku – zestawiła z kostiumami własnego projektu, w których łączyła inspiracje kulturą szlachecką i ludową, oraz modą współczesną. Pokazała je na manekinach, co było wówczas nowością, a nie na stojakowych wieszakach. O efektach jej pracy tak pisała redaktor naczelna tygodnika „Bluszcz” Stefania Podhorska-Okołów: Na czym polega oryginalność tego eksperymentu? Na próbie przystosowania polskiego stylu staroszlacheckiego do wymogów nowoczesnej mody przy użyciu materiałów kosztownych i szlachetnych, takich jak aksamit, brokat, jedwabie milanowskie, makaty buczackie, cenne futra, a nawet oryginalne pasy słuckie, jako motyw dekoracyjny. Efekt artystyczny, malarski jest po prostu wspaniały. Nowojorska ekspozycja przyniosła jej duży sukces i rozgłos.
Do Polski wróciła na krótko przed wybuchem II wojny światowej. W okresie okupacji niemieckiej nie opuściła Warszawy. Zajmowała się m.in. aranżowaniem wnętrz, np. otwartej w kwietniu 1940 kawiarni „U Aktorek”. Tuż przed powstaniem warszawskim wstąpiła do Armii Krajowej. Po zaprzysiężeniu otrzymała stopień strzelca. Przyjęła pseudonim „Irpo” – od imienia i nazwiska, tak również sygnowała niektóre swoje prace. Podczas powstania zajmowała się wystrojem polowych kaplic i ołtarzy. Przy jednym z nich postawiono jej słynny dziś obraz – Matka Boska Armii Krajowej. „Za namalowanie w ogniu działań obrazów religijnych, koniecznych dla ołtarzy polowych” gen. Tadeusz Komorowski–Bór odznaczył ją Srebrnym Krzyżem Zasługi z Mieczami. Niestety w zrujnowanej przez Niemców powstańczej Warszawie straciła wszystkie swoje prace. Ocalały tylko te, które pozostały w Stanach Zjednoczonych po wystawie w Nowym Jorku.
Kiedy powstanie upadło, trafiła do niewoli niemieckiej i przeszła przez obozy jenieckie Lamsdorf (Łambinowice), Altenburg i Oberlangen. Pracowała też przymusowo w fabryce amunicji w Chemnitz. Nawet w takich warunkach rysowała i malowała swoje towarzyszki niedoli. Akcesoria rysunkowo-malarskie wymogła na niemieckim majstrze, któremu zagroziła ogólnym nieposłuszeństwem lub strajkiem.
Kapitulacja Niemiec w 1945 umożliwiła jej wyjazd do Francji. Na pewien czas zatrzymała się w Paryżu. Utrzymywała się z subsydiów z misji wojskowej i pracowała nad cyklem Kobieta-żołnierz – Polki i aliantki. Tworzyła wówczas także obrazy religijne. Ostatecznie osiadła w Wielkiej Brytanii, gdzie mieszkała aż do śmierci.

### Małżeństwa
Po ukończeniu gimnazjum została postrzelona przez narzeczonego. W rezultacie wyszła za mąż za adwokata, który go bronił przed sądem. Miała wówczas dwadzieścia lat. W 1910 urodziła syna Rozwiodła się po ośmiu latach małżeństwa. Jej drugim mężem został malarz Wacław Borowski, ale i z nim się rozstała w 1932.

## Matka Boska Armii Krajowej
Do stworzenia obrazu Matka Boska Armii Krajowej zainspirowało ją kazanie księdza Apolinarego Leśniewskiego, ps. „Maron”, kapelana AK (w stopniu majora) rejonu Śródmieście. Wygłosił je na Mszy Świętej podczas powstania – 15 sierpnia 1944 – w święto Wniebowzięcia, będące zarazem świętem Wojska Polskiego. Napomknął w nim żartobliwie, że w wystroju ołtarza brakuje jakiegoś elementu, symbolizującego walczącą Armię Krajową. Słowa księdza sprawiły, iż postanowiła stworzyć obraz. Malowała go w swojej pracowni przy ul. Wilczej – również w czasie ostrzału artyleryjskiego i bombardowań. Dzieło przedstawia Maryję z Dzieciątkiem na ręku, osłaniającą swym płaszczem młodego żołnierza – powstańca w stopniu kaprala z krzyżykiem na szyi. Dzieciątko Jezus trzyma nad głową powstańca gałązkę wawrzynu – symbol zwycięstwa i męczeństwa. Całość uzupełnia widok płonącej Warszawy.
W trakcie pracy nad obrazem w pracownię uderzył pocisk z tzw. krowy, zwanej także szafą, który rozbił strop budynku i zranił artystkę, lecz nie wyrządził szkody dziełu. Zniszczył natomiast jej wszystkie zgromadzone tam prace. Niedokończony obraz, postawiono w kinie „Polonia” przy ul. Marszałkowskiej na ołtarzu polowym jej projektu. Po zniszczeniu kina został wydobyty spod gruzów i przeniesiony do sali byłej restauracji „Saturn”. Już wcześniej wykonano setki fotografii obrazu, które pod jej kierunkiem były kolorowane przez studentki warszawskiej ASP. Obrazki na odwrocie miały wydrukowaną modlitwę. Rozdawano je żołnierzom AK „dla podtrzymania w nich otuchy, siły moralnej i wiary w zwycięstwo nad okupantem”.
Ostatnią Mszę Świętą dla żołnierzy i dowództwa „Maron” odprawił przed obrazem 5 października. Po kapitulacji powstania dzieło ukryto w podziemiach budynku przy ul. Jaworzyńskiej. Tam przetrwało wyburzanie Warszawy. Na początku 1945 ks. Leśniewski zabrał je do Sieradza, gdzie został proboszczem. Przez ponad siedemnaście lat obraz przeleżał w ukryciu, chroniony przed konfiskatą i zniszczeniem przez UB. W 1962 otrzymał go prymas Stefan Wyszyński, którego ks. Leśniewski znał z seminarium. Przez kolejne lata dzieło mało być chronione w podziemiach Pałacu Prymasowskiego przy ul. Miodowej. W 2008 arcybiskup Kazimierz Nycz w imieniu Kurii Metropolitalnej Warszawskiej oddał obraz w depozyt Muzeum Powstania Warszawskiego. Jego kopia jest wystawiana na ołtarzu polowym podczas Mszy Świętej odprawianej na cmentarzu Powstańców Warszawy w każdą rocznicę wybuchu powstania.

## Twórczość

### Malarstwo i grafika
- Toast, 1921
- Dwa profile, 1929
- Dama w futrze, 1929
- Róże
- Wiosna
- Lato
- Jesień
- Zima
- Dama z kwiatami
- Dwie tancerki
- Zakochani z prześmiewcą, 1930
- Malarka, 1932
- Matka Boska Armii Krajowej, 1944
- Kobieta-żołnierz – Polki i aliantki – cykl
- Matka Boża Polskiej Emigracji lub Matka Boska Królowa Polskiego Wychodźstwa
- Matka Boska z Orłem
- Pani z Jasnej Góry

### Ilustracje i opracowania graficzne książek
- Twarz i kobieta (okładka), aut. Stanisław Wasylewski, wyd. Wydawnictwo Polskie R. Wegner, 1930

## Odznaczenia
- Srebrny Krzyż Zasługi z Mieczami[12], 1944
- Krzyż Kawalerski Orderu Odrodzenia Polski, 2022 – pośmiertnie[8]

## Upamiętnienie
- W 2016 prezydent Andrzej Duda odznaczył ją pośmiertnie Krzyżem Kawalerskim Orderu Odrodzenia Polski „za wybitne osiągnięcia w pielęgnowaniu tożsamości kulturowej Polaków, pracy artystycznej i twórczej”. Jednocześnie i również pośmiertnie prezydent nadał ks. Apolinaremu Leśniewskiemu Krzyż Komandorski OOP „za wybitne zasługi dla niepodległości Rzeczypospolitej Polskiej, za pielęgnowanie tożsamości kulturowej Polaków”[8]. Ks. Leśniewski ochronił przed zniszczeniem jej obraz Matka Boska Armii Krajowej.
- Reżyser Piotr Korycki zrealizował w 2017 poświęcony jej film dokumentalny pt. Ku pokrzepieniu powstańczych serc • Historia obrazu Matka Boska AK[13].